# Щиро Ваш…
«Щиро Ваш…» (рос. «Искренне Ваш…») — радянський художній фільм, знятий Аллою Суриковою у 1985 році.

## Сюжет
Колись герой фільму Павло Добринін був астрономом, який не помічав нічого, крім зоряного неба над головою. Але, одного разу, волею випадку, він відкриває в собі талант, який перетворює його самого в справжню «зірку». В душі залишаючись астрономом, він стає неперевершеним майстром по добуванню дефіциту і подоланню труднощів побуту.
Одного разу зламався об'єктив, Павло пішов його діставати і, кидаючись під автомобіль потрібної людини, він отримав легкий удар. Людина потрапляє до нього «на гачок» і робить те, що герою потрібно. Добринін закохується в молоду акторку і обіцяє їй здобути головну роль в театрі.

## У ролях
- Віталій Соломін —  Павло Добринін
- Віра Глаголєва —  Катя, акторка  (озвучила Анна Каменкова)
- Віктор Іллічов —  Юра, товариш Павла по службі
- Ролан Биков —  Геннадій Сергійович Постніков, режисер театру
- Армен Джигарханян —  Серафимов, директор театру
- Лариса Удовиченко —  Люся, дружина Павла
- Микола Парфьонов —  Новиков, начальник цеху
- Леонід Куравльов —  Коля, черговий міліціонер
- Ірина Шмельова —  Олена, акторка
- Олена Санаєва —  Ніна, акторка театру
- Ірина Гошева —  мати Павла

## Знімальна група
- Автор сценарію: Валентин Азерников
- Режисер-постановник: Алла Сурикова
- Оператор-постановник: Всеволод Симаков
- Художник-постановник: Ірина Шретер
- Композитор: Віктор Лебедєв
- Текст пісень: Юрій Ентін